# Léon Rheims
Pour les articles homonymes, voir Rheims.
Léon Rheims, né le 18 janvier 1873 à Châlons-sur-Marne et mort le 8 novembre 1962 à Paris 16e, est un général français du XXe siècle. Président des éclaireurs israélites de France, il est le père de Maurice Rheims (1910-2003), commissaire-priseur, historien d'art et romancier français, membre de l’Académie française.

## Biographie
Léon Lazard Rheims est né le 18 janvier 1873 à Châlons-sur-Marne dans une famille juive alsacienne. Il est le fils de Moïse Rheims (1839-1908) et de son épouse Mélanie Aron (1840-1929), d'une famille de Phalsbourg liée aux Lazard. Il se marie à Paris le 24 avril 1900 avec Rachel Mira Jeanne Lévy (1874-1933). Ils auront deux fils, Pierre (1902-1929) et Maurice (1910-2003), commissaire-priseur, historien d'art et romancier français, membre de l’Académie française, lui-même père de la photographe Bettina Rheims.

### Carrière militaire au service du génie
Il fait ses études à l'École polytechnique (1893-1895), puis à l'École d'application à Fontainebleau (1895-1897). Il est promu lieutenant du génie au 5e régiment du génie à Versailles. Pendant la guerre, il est chef de bataillon, commandant le génie de la 71e division d'infanterie. Il est blessé à Verdun. Par la suite, il est lieutenant-colonel, chef du bureau du matériel à la « Section technique du génie » (STG) du ministère de la guerre.
Il atteint le grade de général de brigade et il est un des rares généraux à s’être opposés au projet de Ligne Maginot, dont il a prédit qu’elle sera « ridicule aussitôt que tournée », et à laquelle il aurait préféré « une défense mobile en hérisson ».
Étant juif, il est mis à la retraite pendant la Seconde Guerre mondiale, puis réintégré à la Libération.

### Fonctions publiques
Il préside les Éclaireuses et éclaireurs israélites de France (EEIF), de 1933 à 1934.

## Distinctions
Il est nommé chevalier de la Légion d'honneur en 1915 et promu officier en 1924.